# Алберт Кеселринг
Алберт Кеселринг (Марктстефт, 30. новембар 1885 — Бад Наухајм, 16. јул 1960) је био фелдмаршал Луфтвафеа. Током Другог светског рата командовао је ваздухопловством приликом напада на Пољску и Француску, као и током Битке за Британију и Операције Барбароса. До краја рата постао је један од Хитлерових најпоузданијих дефанзивних команданата и један од популарнијих официра међу војницима.

## Биографија
Кеселринг се пријавио у војску 1904. године и након службе током Првог светског рата, остао је у војсци новоформиране Вајмарске републике. Служио је у Рајхсверу, као артиљеријски официр, а 1932. године је унапређен у чин бригадира. У Луфтвафе је пребачен 1935. године, а касније током те године је унапређен у генерал-пуковника и начелника штаба Луфтавеа. У чин генерала авијације је унапређен 1937. године, и дата му је под команду Ваздушна флота 1, стационирана у Берлину.
Након успеха постигнутих током освајања Пољске и Француске, унапређен је у чин фелдмаршала у јулу 1940. године. Током операција у Пољској командовао је Луфтфлотом 1, а у Француској Луфтфлотом 2. Посебно се истакао током битке за Денкерк и бомбардовања Ротердама, и сматра се да би битка за Британију била успешнија по Немце да је Геринг препустио командовање Кеселрингу.
Његова 2.ваздушна флота је у саставу групе армија "Центар" учествовала у операцији "Барбароса" и бомбардовању Москве где је претрпела тешке губитке.
У децембру 1941. године је пребачен на Медитеран, где је постављен на позицију команданта операција на јужним деловима фронта. Ту је преузео команду и над копненим уз ваздушне јединице. Организовао је и вршио је надзор повлачења из Туниса 1943. године које је организовао у сарадњи са Ервином Ромелом. Крајем 1943. године постављен је на место команданта у Италији, и преузео је команду над Групом армија Ц. Наредних годину дана је добро поставио одбрану у Италији и успорио напредовање Савезника, све док се његов аутомобил није сударио са тешким топом у транспорту, када је Кеселринг био тешко повређен.
Кеселринг се показао као добар командант, али је његову дотадашњу репутацију покварио догађај назван Ардетински масакр. Једна СС јединица је нападнута 23. марта 1944. године од стране италијанских партизана. Том приликом је погинуло више од 30 СС војника. Након тога, сигурносне снаге у Риму, под командом Херберта Каплера су организовале одмазду у којој је убијено 335 људи.
Након завршетка рата, британски војни суд га је осудио на смрт због убиства италијанских цивила. Винстон Черчил је сматрао да је ово била престрога казна, тако да је смртна казна преиначена у доживотну робију. Из затвора је пуштен у октобру 1952. године због лошег здравља, а умро је осам година касније од срчаног удара. Сахрањен је на истом гробљу као и фелдмаршал Вернер фон Бломберг и генерал Франц Бејер.